# Cibotiaceae
Famille
Les Cibotiaceae sont une famille de fougères arborescentes.
Elle contient un seul genre, Cibotium qui est présent en Amérique centrale, à Hawaï et en Asie du Sud-Est.
Cependant, cette famille n'est pas acceptée par tous les auteurs. Le genre Cibotium était classé auparavant dans la famille des Dicksoniaceae.

## Liste des espèces et genres
Selon BioLib (25 mars 2019), Catalogue of Life (25 mars 2019), ITIS (25 mars 2019) et NCBI (25 mars 2019) :
- genre Cibotium Kaulf., 1820

Selon GRIN (25 mars 2019) :
- genre Cibotium
  - Cibotium barometz (L.) J. Sm.
  - Cibotium chamissoi Kaulf.
  - Cibotium glaucum (Sm.) Hook. & Arn.
  - Cibotium regale Verschaff. & Lem.

Selon Tropicos (25 mars 2019) (Attention liste brute contenant possiblement des synonymes) :
- genre Cibotium Kaulf.
- genre Pinonia Gaudich.